# Nella (actrice)
Pour les articles homonymes, voir Nella.
Nella, née Jana Miartušová le 9 septembre 1983 à Prague, est une actrice pornographique tchèque, spécialisée dans les scènes lesbiennes.

## Biographie
À l'âge de 20 ans, Nella se lance comme modèle et participe en parallèle aux tournages de films pornographiques. Au fil de sa carrière, elle tourne principalement dans des scènes lesbiennes, et joue dans quelques scènes hétérosexuelles au début de sa carrière. Elle fait usage de nombreux pseudonymes comme Claire, Jackie, Terry Lightspeed, Nelly, Jana M, Mirta, Nelli Hunter, Monica, entre autres. Elle est également bien connue dans le milieu pour la pratique du fisting.

## Distinctions
Récompenses
- 2007 - VivThomas Awards : Babe of the Year

## Filmographie sélective
- 2003 : Total Babe 1
- 2004 : Lip Lickers 1
- 2005 : Office Girls 1
- 2006 : Dirty Lesbian Pleasures
- 2007 : Sandy's Club 3
- 2008 : Sirens
- 2009 : The Art of Kissing 3
- 2011 : Toy Sluts
- 2012 : Girls Loving Girls 5
- 2013 : Secret Lesbian Affairs 3
- 2014 : Girl Meets Girl